# Verwaltungsgemeinschaft Ranis-Oberland
In der Verwaltungsgemeinschaft Ranis-Oberland im heutigen thüringischen Saale-Orla-Kreis hatten sich die Stadt Ranis und sieben Gemeinden zur Erledigung ihrer Verwaltungsgeschäfte zusammengeschlossen. Verwaltungssitz war die Stadt Ranis.

## Die Gemeinden
- Gössitz
- Keila
- Moxa
- Paska
- Peuschen
- Ranis, Stadt
- Schmorda
- Wilhelmsdorf

## Geschichte
Die Verwaltungsgemeinschaft wurde am 8. Januar 1992 gegründet und bestand bis zum 9. März 1995: Sie ging in der Verwaltungsgemeinschaft Ranis-Ziegenrück auf.
Am 31. Dezember 1994 betrug die Einwohnerzahl 3675.